# Kölner Konföderation
Die Kölner Konföderation wurde am 19. November 1367 auf dem einzigen Hansetag in Köln  als Bündnis für den Krieg gegen Dänemark (und Norwegen) gegründet. Auch die drei nicht der Hanse zugehörigen Städte Amsterdam (Holland), Brielle (Zeeland) und Harderwijk (Gelderland) wurden Mitglieder der Confederatio.

## Geschichte und Bedeutung
Vorausgegangen war die Einnahme der bedeutenden Handelsstadt Visby auf der Ostseeinsel Gotland durch den dänischen König Waldemar IV. Atterdag (1361), der daraufhin ausgebrochene Krieg zwischen Waldemar und den wendischen Hansestädten, die eine Niederlage einstecken mussten, und ein 1364 abgeschlossener unsicherer Friede. 
Auf dem Kölner Hansetag 1367 setzten sich die preußischen und wendischen Städte für den Abschluss eines Kriegsbündnisses gegen Dänemark und Norwegen ein. Dieser damals gegründeten Allianz gehörten letztlich nahezu alle Seestädte zwischen Utrecht und Dorpat an. Die Kölner Konföderation legte den Beginn des zweiten Kriegs gegen Waldemar IV. auf den April 1368 fest. Von den Städten Hamburg und Bremen erhielt das Bündnis nur finanzielle Zuwendungen. Aus dem neuerlichen Krieg ging die Kölner Konföderation siegreich hervor.
Der Verbund wurde für die Dauer des Krieges plus zusätzliche drei Jahre geschlossen und nach dem Frieden von Stralsund (1370) bis 1385 stetig verlängert. Es wurden unter anderem die Einführung eines Pfundzolls (Gewichtsabgabe) für Ein- und Ausfuhr von Waren und eine Vereinbarung über die Anzahl der aufzustellenden Kriegsschiffe beschlossen.

## Weltdokumentenerbe
Die Urkunde der Kölner Konföderation im Archiv der Hansestadt Lübeck ist eines der 17 Dokumente zur Geschichte der Hanse, die die UNESCO am 18. Mai 2023 in ihre Liste des Weltdokumentenerbes aufgenommen hat. Diese Dokumente bzw. teilweise auch Dokumentenkonvolute wurden zuvor auf einem vom Archiv der Hansestadt Lübeck initiierten internationalen Kongress ausgewählt und bei der UNESCO eingereicht. Hierbei handelt es sich um Zollbücher, Sitzungsprotokolle, Privilegien und Urkunden aus den Jahren 1192 bis 1547 aus sechs europäischen Staaten.